# Brycon brevicauda
O matrinxã (Brycon brevicauda Günther), também conhecido como matrinxão e mamuri, é um peixe caracídeo de dentição forte, carne saborosa, que mede até 50 centímetros de comprimento. Habita águas limpas. Sua pesca se faz com anzóis com isca de frutas ou carne de outros peixes.

## Etimologia
"Mamuri" procede do tupi mamu'ri.